# Sandland (Manga)
Sandland (jap.: サンドランド sando rando, oder: SAND LAND) ist ein Manga des japanischen Zeichners Akira Toriyama. Im Vergleich zu Toriyamas bekannterer, langlaufender Manga-Serie Dragon Ball umfasst diese Geschichte nur 14 Kapitel, die in einem Sammelband Platz finden. Der Manga wurde in mehrere Sprachen übersetzt. 2023 kam eine Anime-Adaption als Kinofilm heraus.

## Handlung
In naher Zukunft ist die Erde durch endlose Kriege zu einem Staubplaneten geworden. Der gierige König der Menschen besitzt die anscheinend einzige noch existierende Wasserquelle und verkauft das Wasser zu unmenschlichen Preisen an das Volk. Der listige Sheriff Rao (ラオ) glaubt jedoch an die Existenz einer verborgenen Quelle und bittet den König der Dämonen (サタン, Satan) um Hilfe. Gemeinsam mit seinem Sohn Beelzebub (ベルゼブブ beruzebubu) und dem Meisterdieb Sheef (シーフ shīfu) begibt er sich auf die Suche. Sie erleben eine abenteuerliche Reise, auf der sie sich gegen Drachen, Banditen und die Armee des Königs der Menschen und gegen dessen Widersacher behaupten müssen.

## Veröffentlichung
Sandland wurde in Japan in Einzelkapiteln im wöchentlichen Manga-Magazin Shūkan Shōnen Jump des Shūeisha-Verlags veröffentlicht. Die Serie startete im Mai 2000 und wurde im August des gleichen Jahres abgeschlossen.
Der Manga erschien auf Deutsch von November 2001 bis Mai 2002 in den Ausgaben 1 bis 7 des Manga-Magazins Banzai aus dem Carlsen Verlag und wurde im November 2002 auch als Sammelband veröffentlicht. Die Übersetzung stammt von Dorothea Überall. Eine englische Fassung erschien bei Viz Media, eine französische bei Glénat und eine portugiesische bei Conrad. Auf Spanisch erschien der Manga bei Grupo Editorial Vid in Mexiko und bei Planeta DeAgostini Comics in Spanien. Carlsen brachte den Band auch in Dänemark und Schweden heraus.

## Verfilmung
Am 8. Dezember 2022 wurde angekündigt, dass der Manga 2023 eine Adaption als Anime erhält. Die Projektentwicklung liegt bei Bandai Namco. Für die Animation wurden die Studios Sunrise, Kamikaze Dōga und Anima beauftragt. Regie führte Toshihisa Yokoshima und das Drehbuch schrieb Hayashi Mori. Die künstlerische Leitung lag bei Yūji Kaneko, die Tonarbeiten leitete Yoshikazu Iwanami, die Computeranimationen Takayuki Shigekawa. Für den Schnitt war Shun Tokuda verantwortlich und die Musik komponierte Yūgo Kanno. Der Film kam am 18. August 2023 in die japanischen Kinos.
| Rolle     | Japanische Sprecher (Seiyū) |
| --------- | --------------------------- |
| Rao       | Kazuhiro Yamaji             |
| Beelzebub | Mutsumi Tamura              |
| König     | Chafūrin                    |
| Sheef     | Chō                         |

## Rezeption
Für Jason Thompson ist der Manga eine „kurze, aber angenehme Abenteuerserie für Kinder mit einer zurückhaltenden Umweltschutz- und Antikriegs-Botschaft“. Es seien auch „kurze, Dragonball-artige Nahkämpfe“ enthalten, aber meist spiele sich die Action als „leichtherziger, schrulliger Kampf zwischen Panzern“ ab. In der AnimaniA wird Sandland als kurzweilige, interessante Kurzgeschichte bezeichnet, flüssig und spannend erzählt und mit „durchaus sozialkritischer Story“. Auch der Humor komme nicht zu kurz, stehe aber nicht so im Vordergrund wie bei anderen Geschichten Toriyamas. Laut MangasZene machten die Zeichnungen deutlich, dass Toriyama sich, anders als bei seinen früheren, lang laufenden Serien, bei dieser Geschichte Zeit nehmen konnte: Die Hintergründe seien stets detailliert ausgearbeitet und wirkten nie leer. Auch die Charakterdesigns zeigten viele Details und würden aus vielen Perspektiven präsentiert. Und die Splashpages zu wichtigen Ereignissen seien eindrucksvoll.